# Franz Boehm (Schauspieler)
Franz Boehm (* 24. Juni 1938 in Ingolstadt; † 20. Juli 1989 in Freiburg im Breisgau) war ein deutscher Schauspieler.

## Leben
Boehm studierte Gesang am Trappschen Konservatorium in München. Sein erstes Engagement hatte er 1959 bis 1963 im Chor des Staatstheaters am Gärtnerplatz. Ab 1960 nahm er privaten Schauspielunterricht.
Seine erste Bühnenrolle übernahm er 1963 am Theater Baden-Baden. Von 1965 bis 1968 war er am Schlosstheater Celle und von 1968 bis 1970 am Theater Kiel tätig. 1970 bis 1977 gehörte er dem Düsseldorfer Schauspielhaus an. Wichtige Rollen hier waren Nikita in Tolstois Die Macht der Finsternis (1975) und John in Die Ratten (1976).
Von 1977 bis 1978 war er an den Städtischen Bühnen Frankfurt am Main beschäftigt, wo er 1978 die Titelrolle in Baumeister Solneß übernahm. Danach arbeitete er freischaffend. Zu seinen Rollen gehörten Riccaut in Minna von Barnhelm 1980 am Staatstheater Stuttgart, Otto der Friseur in Jubiläum 1982 am Schauspielhaus Bochum, Gloster in König Lear 1984 am Bayerischen Staatsschauspiel München und Carl Salter in Luigi Pirandellos Come tu mi vuoi 1988 am Piccolo Teatro in Mailand.
Boehm wirkte auch in Filmen und beim Fernsehen mit, dort besonders in Serien. Mehrfach sah man ihn in der Krimireihe Tatort, zuletzt als „Heinz Maurer“ in der Folge Zeitzünder.

## Filmografie
- 1949: Mein Freund, der nicht nein sagen konnte
- 1970: Hamburg Transit – Blondinen im Schussfeld
- 1978: Café Wernicke (Serie)
- 1979: Der Millionenbauer (Serie)
- 1980: Fabian
- 1980: Die Welt in jenem Sommer
- 1981: Nach Mitternacht
- 1982: Die Komplizen
- 1983: Kein Reihenhaus für Robin Hood
- 1983: Der Tod kommt durch die Tür
- 1983: Tatort: Roulette mit 6 Kugeln
- 1984: Tatort: Kielwasser
- 1985: Die Karpfenschlacht
- 1985: Tatort: Schicki-Micki
- 1986: Ein gewisses Alter (Serie: Polizeiinspektion 1)
- 1986: Der Alte – (Folge 101: Sein erster Fall)
- 1986: Der Alte – (Folge 107: Killer gesucht)
- 1986: Derrick: Die Rolle seines Lebens
- 1986: Hitzewelle (Serie Der Fahnder)
- 1987: Der Alte – (Folge 121: Alibi: Mozart …)
- 1988: Im Zwielicht (Serie Der Fahnder)
- 1988: Glückliche Zeiten (Serie Der Fahnder)
- 1988: Der Angriff
- 1988: Tatort: Einzelhaft
- 1988: Wallers letzter Gang
- 1989: Es muß doch mehr als alles geben (Serie Peter Strohm)
- 1989: Der Atem
- 1989: Tatort: Bier vom Faß
- 1990: Tatort: Zeitzünder
- 1990: Abenteuer Airport (Serie)
- 1990: Cafe Meineid (Serie)